# 伊莉莎白角 (緬因州)
伊莉莎白角（英語：Cape Elizabeth）是一個位於美國緬因州坎伯蘭縣的市鎮。

## 人口
根據2020年美國人口普查的數據，伊莉莎白角的面積為118.96平方千米，當中陸地面積為38.07平方千米，而水域面積為80.89平方千米。當地共有人口9535人，而人口密度為每平方千米80人。